# Allraheligaste Guds moders synaxis
Allraheligaste Guds moders synaxis är en högtidsdag inom de Östliga ortodoxa kyrkorna som är helgad åt Jungfru Maria (Guds moder) och firas den 8 januari enligt den gregorianska kalendern (26 december enligt den julianska), vilket är dagen efter Kristi födelse.

## Historik
Högtidsdagen har sina rötter när helgonen Epiphanius av Salamis, Ambrosius av Milano och Augustinus hade predikningar om Jesu födelse och där de prisade Jungfru Maria. Därför etablerades dagen officiellt vid det tredje konciliet i Konstantinopel (680-681).

## Traditioner
Några traditioner som är kopplade till dagen är exempelvis att kvinnorna ska be framför en ikon som föreställer Jungfru Maria och därmed be om hennes förbön till Gud. Det är också förbjudet för gravida kvinnor och deras män att utföra arbete.

## Bön
''Kom och prisa Frälsarens moder, som förblev jungfru även efter jul. Gläd dig, o du konungens och Guds levande stad, i vilken Kristus bodde, du som fullbordade frälsningen. Låt oss lovprisa med Gabriel och förhärliga med herdarna och säga: Guds moder, be från dig inkarnerad för vår frälsning. Amen.''